# Aaliyah Miller
Aaliyah Miller (28 de agosto de 1998) es una deportista de Estados Unidos que compite en atletismo. Ganó una medalla de plata en el Campeonato Mundial de Atletismo Sub-20 de 2016, en la prueba de 800 m.